# 1692
| [ Edytuj tabelę ]              | |
| Król Polski                    | - 1674 Jan III Sobieski 1696 |
| Współksiążęta Andory           | - 1689 Oleguer de Montserrat i Rufet 1694 - 1643 Ludwik XIV 1715                                                                                    |
| Król Anglii i Szkocji          | - 1689 Wilhelm III Orański 1694 - 1689 Maria II 1694                                                                                                |
| Elektor Bawarii                | - 1679 Maksymilian II Emanuel 1726 |
| Elektor Brandenburgii          | - 1688 Fryderyk III 1701 |
| Sułtan Brunei                  | - 1690 Nassaruddin 1705 |
| Cesarz Chin                    | - 1661 Kangxi 1722 |
| Król Czech                     | - 1657 Leopold I Habsburg 1705 |
| Król Danii                     | - 1670 Chrystian V 1699 |
| Dalajlama                      | - 1683 Cangjang Gjaco 1706 |
| Cesarz Etiopii                 | - 1682 Ijasu Wielki 1706 |
| Król Francji                   | - 1643 Ludwik XIV 1715 |
| Król Hiszpanii                 | - 1665 Karol II 1700 |
| Landgraf Hesji-Kassel          | - 1670 Karol I Heski 1730 |
| Stadhouder Holandii            | - 1672 Wilhelm III Orański 1702 |
| Szach Iranu                    | - 1666 Safi II 1694 |
| Państwo Wielkich Mogołów       | - 1658 Aurangzeb 1707 |
| Król Irlandii                  | - 1689 Wilhelm III Orański 1702 |
| Cesarz Japonii                 | - 1687 Higashiyama 1709 |
| Kalif                          | - 1691 Ahmed II 1695 |
| Patriarcha Konstantynopola     | - 1689 Kallinik II 1693 |
| Władca Korei                   | - 1674 Sukjong 1720 |
| Książę Kurlandii i Semigalii   | - 1682 Fryderyk Kazimierz Kettler 1698 |
| Sułtan Maroka                  | - 1672 Maulaj Isma’il 1727 |
| Książę Monako                  | - 1662 Ludwik I 1702 |
| Król Nawarry                   | - 1643 Ludwik XIV 1710 |
| Król Norwegii                  | - 1670 Chrystian V 1699 |
| Sułtan Omanu                   | - 1688 Balarab ibn Sultan 1692 - 1692 Sajf I ibn Sultan 1711                                                                                        |
| Elektor Palatynatu             | - 1690 Jan Wilhelm 1716 |
| Papież                         | - 1691 Innocenty XII 1700 |
| Książę Parmy i Piacenzy        | - 1646 Ranuccio II 1694 |
| Król Portugalii                | - 1683 Piotr II 1706 |
| Książę w Prusach               | - 1688 Fryderyk 1701 |
| Car Rosji                      | - 1682 Iwan V 1696 - 1682 Piotr I Wielki 1725 |
| Cesarz Rzymski (niemiecki)     | - 1658 Leopold I Habsburg 1705 |
| Kapitanowie Regenci San Marino | - 1691 Lodovico Manenti Belluzzi Marino Beni 1692 - 1692 Francesco Maccioni Gio. Antonio Fattori 1692 - 1692 Innocenzo Bonelli Pietro Francini 1693 |
| Elektor Saksonii               | - 1691 Jan Jerzy IV Wettyn 1694 |
| Król Szwecji                   | - 1660 Karol XI 1697 |
| Król Tajlandii                 | - 1688 Phet Racha 1703 |
| Sułtan Turków                  | - 1691 Ahmed II 1695 |
| Doża Wenecji                   | - 1688 Francesco Morosini 1694 |
| Król Węgier                    | - 1655 Leopold I 1705 |
| Książęta Wirtembergii          | - 1677 Eberhard Ludwik 1733 |

Rok 1692 / MDCXCII
stulecia: XVI wiek ~
XVII wiek ~
XVIII wiek

lata: 1682 «
1687 «
1688 «
1689 «
1690 «
1691 «
1692
» 1693
» 1694
» 1695
» 1696
» 1697
» 1702

## Wydarzenia w Polsce
- 25 marca – u zbiegu Dniestru i Zbrucza rozpoczęła się budowa Okopów Świętej Trójcy, twierdzy mającej chronić Rzeczpospolitą od Turków.

- Królowa Maria Kazimiera Sobieska podpisała, w imieniu króla Jana III Sobieskiego, tajny traktat z królem Francji Ludwikiem XIV o przymierzu między oboma krajami i odstąpieniu od sojuszu z Austrią.

## Wydarzenia na świecie
- 13 lutego – żołnierze króla Anglii Wilhelma III Orańskiego dokonali rzezi w Glencoe (Szkocja).
- 1 marca – w Salem w Nowej Anglii rozpoczęło się „polowanie na czarownice”.
- 14 maja – została utworzona prowincja Massachusetts Bay.
- 27 maja-3 czerwca – wojna Francji z Ligą Augsburską: bitwa morska pod La Houge.
- 29 maja – wojna Francji z Ligą Augsburską: zwycięstwo floty angielsko-holenderskiej nad francuską w bitwie pod Barfleur.
- Czerwiec – wojna Francji z Ligą Augsburską: oblężenie twierdzy Namur.
- 7 czerwca – trzęsienie ziemi spowodowało osunięcie i zatopienie 2/3 powierzchni miasta Port Royal, ówczesnej stolicy Jamajki.
- 10 czerwca – w Salem w Massachusetts powieszono pierwszą spośród 18 skazanych na śmierć „czarownic”.
- 3 sierpnia – wojna Francji z Ligą Augsburską: zwycięstwo wojsk francuskich nad Ligą Augsburską w bitwie pod Steenkerke.
- 19 września – oskarżony o czary 80-letni Giles Corey został stracony przez zmiażdżenie w czasie polowania na czarownice w Salem (Nowa Anglia).
- 22 września – w protestanckim Massachusetts powieszono ostatnie „czarownice z Salem”.

- We Francji własność alodialna została rozciągnięta jedynie na te nieruchomości, które posiadały przywilej monarszy.

## Urodzili się
- 28 lutego - Kazimierz Stanisław Pałaszowski, polski duchowny katolicki, teolog, rektor Akademii Krakowskiej (zm. 1758)
- 14 marca – Pieter van Musschenbroek, fizyk holenderski
- 5 kwietnia – Adrienne Lecouvreur, aktorka francuska
- 8 kwietnia – Giuseppe Tartini, włoski skrzypek i kompozytor

- data dzienna nieznana: 
  - James Stirling, szkocki matematyk

## Zmarli
- 19 listopada – Thomas Shadwell, angielski pisarz i dramaturg
- 19 listopada – książę Waldeck, niemiecki marszałek polny i holenderski generał

- data dzienna nieznana: 
  - John Banister – angielski duchowny, przyrodoznawca (ur. 1652)
  - Jan Tricius – nadworny malarz królów polskich

## Święta ruchome
- Tłusty czwartek: 14 lutego
- Ostatki: 19 lutego
- Popielec: 20 lutego
- Niedziela Palmowa: 30 marca
- Wielki Czwartek: 3 kwietnia
- Wielki Piątek: 4 kwietnia
- Wielka Sobota: 5 kwietnia
- Wielkanoc: 6 kwietnia
- Poniedziałek Wielkanocny: 7 kwietnia
- Wniebowstąpienie Pańskie: 15 maja
- Zesłanie Ducha Świętego: 25 maja
- Boże Ciało: 5 czerwca